# تشاريزارد
تشاريزارد (بالإنكليزية:Charizard) هو مرافق آش في مسلسل بوكيمون سلاحه اللهب وهو كسول ولايحب اطاعه الاوامر.

## روابط خارجية
- تشاريزارد
- تشاريزارد في قاعدة بيانات الأفلام على الإنترنت